# شپشد
longitudeشپشدlatitudeشپشد
شپشد (به انگلیسی: Shepshed) یک منطقهٔ مسکونی در انگلستان است که در میدلند شرقی واقع شده‌است.